# 赤潮警報
赤潮警報（あかしおけいほう）や赤潮注意報（あかしおちゅういほう）とは、魚や貝などの水産物に被害を与える赤潮の発生状況に関して、状況報告や注意喚起のために発表される情報。
各都道府県の水産・漁業担当部局が、漁業協同組合や個々の漁業者等に対して発表するもの。

## 情報体系
都道府県によって異なるが、主に（深刻さが低い順に）情報、注意報、警報の3種類がある。発生の予兆や報告などがあれば随時発表されるが、定期的な報告が行われる都道府県もある。

## 対象

### 水産物
病害虫発生予察情報と異なり、赤潮は水中酸素濃度の低下や毒素の発生によってあらゆる水棲生物に影響を与えるため、ほとんどすべての水産物が対象となる。
魚類（ウナギなど）、無顎類、貝類、頭足類（イカやタコなど）、棘皮動物（ウニやナマコなど）、甲殻類（エビやカニなど）のほか、ホヤやクラゲなどが対象。また、ノリ、コンブ、ワカメ、ヒジキ、アオサ、モズクなどの食用海藻も対象とする。食用のみならず、真珠の母貝などの非食用水産物も対象である。

### 対象プランクトン
観測対象となっている、主な赤潮原因プランクトンを挙げる。太字の6種類は特に警戒が必要なプランクトンで、基準値がかなり低く設定されている。
ラフィド藻
- Chattonella antiqua シャットネラ アンティカ - 魚
- Chattonella marina シャットネラ マリーナ - 魚
- Chattonella ovata シャットネラ オバータ - 魚
- Chattonella verruculosa シャットネラ ベルキュローサ - 魚
- Chattonella globosa シャットネラ グロボーサ
- Heterosigma akashiwo ヘテロシグマ アカシオ - 魚

渦鞭毛藻（有毒渦鞭毛藻も参照）
- Karenia mikimotoi カレニア ミキモトイ（ギムノディニウム ミキモトイ） - 魚・（貝）
- Karenia degitata カレニア ディジタータ（ギムノディニウム 伊万里型） - 魚・ノリ
- Karenia brevis カレニア ブレビス
- Cochlodinium polykrikoides コクロディニウム ポリクリコイデス - 魚
- Heterocapsa circularisquama ヘテロカプサ サーキュラリスカーマ - 貝
- Gonyaulax polygramma ゴニオラックス ポリグラマ - 魚
- Dinophysis fortii ディノフィシス フォルティ
- Gyrodinium spp. ギロディニウム属（ただし、一部の種は原因プランクトンを捕食する）
- Alexandrium spp. アレキサンドリウム属
- Noctiluca spp. ノクチルカ属（ヤコウチュウ）
- Polykrykos spp. ポリクリコス属
- Prorocentrum spp. プロロセントラム属
- Peridinium spp. ペリディニウム属

珪藻
- Nitzschia spp. ニッチア属
- Asterionella spp. アステリオネーラ属
- Rhizosolenia spp. リゾソレニア属
- Chaetoceros spp. キートセロス属
- Skeltonema spp. スケレトネマ属
- Thalassiosira spp. タラシオシーラ属

繊毛虫
- Mesodinium rubrum メゾディニウム ラブラム

クリプト藻
- Rhodomonas spp. ロドモナス属

ディクチオカ藻（珪質鞭毛藻）
- Dictyochaceae  ディクチオカ科

## 調査と発表基準
担当部局の定期・非定期調査のほか、研究機関に委託したり、漁業者から情報提供を受けたりする。一定水量あたりのプランクトンの個体数（細胞数）・重量・体積などを水質調査により調べ、プランクトンの種類ごとに異なる基準を超えたときに発表する。

## 発表後の対策
関係者から漁業者らに対し、漁の自粛や早期収獲などが指示される。また、赤潮の原因となる排水抑制のため、赤潮発生海域に流入する河川の、流域自治体や工業排水を出している企業に排水の自粛や浄化を要請する。 
このほか、プランクトンの除去といった原始的な方法や、研究段階のものとして、酸素供給のための海水浄化装置設置といった対策がとられることもある。